# Liste von Söhnen und Töchtern der Stadt Kamenz
Die folgenden Personen sind in Kamenz geboren. Ob sie später ihren Wirkungskreis in Kamenz hatten oder nicht, ist unerheblich. Die Auflistung erfolgt chronologisch nach Geburtsjahr.

## Bis 18. Jahrhundert
- Andreas Günther (1502–1570), Bürgermeister
- Andreas Dreßler (1530–1604), Maler und Bildhauer
- Joachim Burser (um 1583–1639), Arzt und Botaniker
- Justus von Gebhard (1588–1656), Jurist und Kaiserlicher Geheimer Rat in Wien
- Johann Michael Schmahl (1654–1725), Orgelbaumeister in Steinheim an der Murr und Heilbronn
- Johann Jänichen (1659–1731), Pädagoge und Dichter
- Daniel Gotthilf Manitius (1668–1698), Mediziner in Dresden, Mitglied der Leopoldina seit 1694
- Johann Christian Sühnel (1687–1770), Pastor und Schriftsteller
- Johann Gottfried Lessing (1693–1770), lutherischer Theologe
- Johann Friedrich Gregorius (1697–1761), evangelischer Theologe und Kirchenlieddichter
- Christian Tobias Ephraim Reinhard (1719–1792), Arzt und Stadtphysikus
- Gotthold Ephraim Lessing (1729–1781), Dichter
- Immanuel Friedrich Gregorius (1730–1800), lutherischer Theologe und Historiker
- Johann Friedrich Burscher (1732–1805), lutherischer Theologe
- Johann Gottlieb Lessing (1732–1808), Rektor des Lyzeums in Chemnitz
- Christian Gottlieb Dachselt (1737–1804), Organist
- Johann Gotthelf Herzog (1738–1787), Arzt
- Karl Gotthelf Lessing (1740–1812), Theaterautor und Münzdirektor
- Erdmann Traugott Reichel (1748–1832), Kaufmann in Leipzig
- Friedrich Deutschmann (1768–1826), Orgel- und Klavierbauer
- Christian Friedrich Traugott Voigt (1770–1814), Schriftsteller
- Friedrich August Bevilaqua (1777–1845), Generalleutnant und Ehrenbürger von Kamenz
- Karl Drechsler (1800–1873), Violoncellist

## 19. Jahrhundert
- Moritz von Egidy (1809–1848), preußischer Verwaltungsbeamter und Landrat im Kreis Düren
- Gustav Heinrich Warnatz (1810–1872), Augenarzt und Freimaurer
- Ludwig Haberkorn (1811–1901), Politiker und Präsident der II. Kammer des sächsischen Landtags; seit 1856 Ehrenbürger von Kamenz
- Adolf Ernst Hensel (1811–1862), Politiker, Präsident der II. Kammer des Sächsischen Landtags
- Johannes Minckwitz (1812–1885), Dichter, Übersetzer und Philioge (geboren in Lückersdorf)
- Eduard Bost (1813–1879), Opernsänger und Theaterschauspieler
- Heinrich Minckwitz (1819–1886), Politiker und Revolutionär (geboren in Lückersdorf)
- Cäsar Dietrich von Witzleben (1823–1882), Historiker, Archivar und Redakteur
- August Theodor Goebel (1829–1916), Drucker und Publizist (geboren in Gelenau)
- Julius Mißbach (1831–1896), Verleger, Druckereibesitzer und Heimatforscher (geboren in Gelenau, wirkte hauptsächlich in Neustadt in Sachsen)
- Emil Sulze (1832–1914), Pfarrer
- Kurt Albin Lade, genannt Ruick (1843–1922), Oberbürgermeister der Stadt Gera von 1881 bis 1898
- Emil Oskar Müller (14. Dezember 1843 – 15. November 1930 in Kamenz), Tuchfabrikant und seit 1916 Ehrenbürger von Kamenz
- Wilhelm Weisse (1846–1916), Gärtner und Landschaftsarchitekt, Ehrenbürger seit 1903
- Alwin Ruffini (1851–1906), Bass-Sänger
- Theodor Francke (1858–1925), Schauspieler und Humorist
- Richard Wagner (1860–1937), Philologe
- Bruno Hillmann (1869–1928), Uhrmacher
- Paul Bruger (1872–1960), Pädagoge, Politiker und Heimatforscher
- Alwin Freudenberg (1873–1930), Schriftsteller und Pädagoge
- Erich Weber (1885–1961), Verleger, Autor und Konditormeister
- Hermann Unger (1886–1958), Komponist und Hochschullehrer
- Walter Gierisch (1890–1941), Forstwissenschaftler und Hochschullehrer
- Gottfried von Erdmannsdorff (1893–1946), preußischer Generalmajor
- Herbert Reissmann (1895–1961), Architekt und Hochschullehrer
- Carl Fürchtegott Jentsch (* 9. Februar 1899 in Kamenz; † 8. Mai 1945 in Helbigsdorf), Sohn des Kamenzer Pfarrers Paul Georg Jentsch und seiner Ehefrau Frieda, geb. Endler; wurde Pfarrer in Helbigsdorf. Am 8. Mai 1945 wurde er auf dem Pfarrhof von einem plündernden und vergewaltigenden Sowjetsoldaten erschossen.[1]
- Bruno Richard Hauptmann (1899–1936), Tischler; wegen Entführung und Ermordung des Lindbergh-Babys in den USA hingerichtet
- Hermann Oehmichen (1899–1987), Oberst und General der Panzerabwehr aller Waffen der Wehrmacht

## 20. Jahrhundert
- Walter Christian (1905–1990), Maschinenbauingenieur und Hochschullehrer
- Hanns Großmann (1912–1999), deutscher Jurist, 1963 Ankläger im 1. Frankfurter Auschwitz-Prozess
- Gottfried Bombach (1919–2010), Ökonom, gilt als einer der Pioniere der mathematisch orientierten Wirtschaftstheorie
- Hans Thamm (1921–2007), Musiker
- Gottfried Zawadzki (1922–2016), Künstler
- Horst Sendler (1925–2006), Richter, ab 1976 Vizepräsident und von 1980 bis 1991 Präsident am Bundesverwaltungsgericht
- Manfred Buhr (1927–2008), Philosophiehistoriker
- Hans-Peter Linss (1928–2007), Bankmanager
- Rudolf Mittag (1929–2012), Leiter der Bezirksverwaltung Rostock des MfS
- Siegmund Musiat (1930–2017), Volkskundler
- Johannes Peschel (* 1931), Bildhauer
- Christian Weißmantel (1931–1987), Physiker
- Wolfgang Steglich (* 1933), Chemiker
- Hartmut Mai (* 1937), evangelischer Theologe, Kirchenhistoriker, Christlicher Archäologe und Kunsthistoriker
- Georg Baselitz (* 1938 als Hans-Georg Kern in Deutschbaselitz), einer der bedeutendsten deutschen Maler
- Karl Sperling (* 1941), Humangenetiker
- Helga Bender (1942–2018), Synonym: Helga König, Schauspielerin
- Hans-Dieter Schöne (* 1942), Organist und Kirchenmusikdirektor
- Kristian Humbsch (* 1942), Schriftsteller
- Ulrich Röseberg (21. Oktober 1943 – 23. März 1994 in Berlin), Philosoph
- Hendrik Birus (* 1943), Literaturwissenschaftler
- Armin Thalheim (* 1944), Cembalist, Organist, Pianist und Improvisator
- Stephan Trepte (1950–2020), Rockmusiker; geboren in Biehla
- Wolfgang H. Arnold (* 1951), Mediziner und Professor an der Universität Witten/Herdecke
- Wolfgang Krause Zwieback (* 1951), Schauspieler, Regisseur und Autor
- Wolfgang Mager (* 1952), Ruderer, zweifacher olympischer Goldmedaillengewinner
- Reinhard Zimmermann (* 1952), Kunsthistoriker
- Reiner Deutschmann (* 1953), Politiker und Unternehmer
- Matthias Körner (* 1954), Schriftsteller
- Uta Eisold (* 1954), Schauspielerin
- Joachim Nimtz (* 1957), Schauspieler
- Henry Nitzsche (* 1959), Politiker
- Gabriele Hiller (* 1959), Politikerin (Die Linke)
- Roland Balck (* 1960), Fußballspieler
- Markus Thomschke (* 1984), Triathlet